# طب خارجي
الطب الخارجي (Exomedicine)  هو دراسة واستكشاف الحلول الطبية في بيئة الفضاء التي يكون فيها انعدام الجاذبية لتعزيز الفوائد التي تعود بالنفع على صحة الإنسان على الأرض. ويتمثل الغرض من هذا المجال في تطوير مجال الطب ودراسته وممارسته على الأرض من خلال التحقيقات البحثية التي يتم إجراؤها في أحوال شبه انعدام الجاذبية للفضاء التي قد تحقق تقدمًا في الفهم الذي يتعذر تحقيقه على الأرض. وعلى الرغم من أن الاتحاد السوفيتي أطلق أول محطة فضاء، ساليوت 1 في عام 1971، قامت الولايات المتحدة بتصميم وإطلاق سكايلاب بقصد النهوض بمجال العلوم في الفضاء وفيما يتعلق بالتطبيقات الأرضية. وتم إجراء أولى التجارب الكبرى الخاصة بشبه انعدام الجاذبية في الفضاء التي بدأت على شكل «مذكرة تفاهم» بين ناسا ووكالة الفضاء الأوروبية في عام 1973، بواسطة «سبيس لاب».
والجاذبية هي قوة أساسية على الأرض تؤثر على جميع الأنظمة البيولوجية على المستوى الجزيئي. عند إجراء بحث طبي حيوي في الفضاء في البيئات المعروفة باسم شبه انعدام الجاذبية، تختفي بعض القيود المرتبطة بالأرض ويتم التوصل إلى نتائج جديدة ومختلفة وتسلك الكائنات الحية سلوكًا مختلفًا.

## إمكانات الطب الخارجي

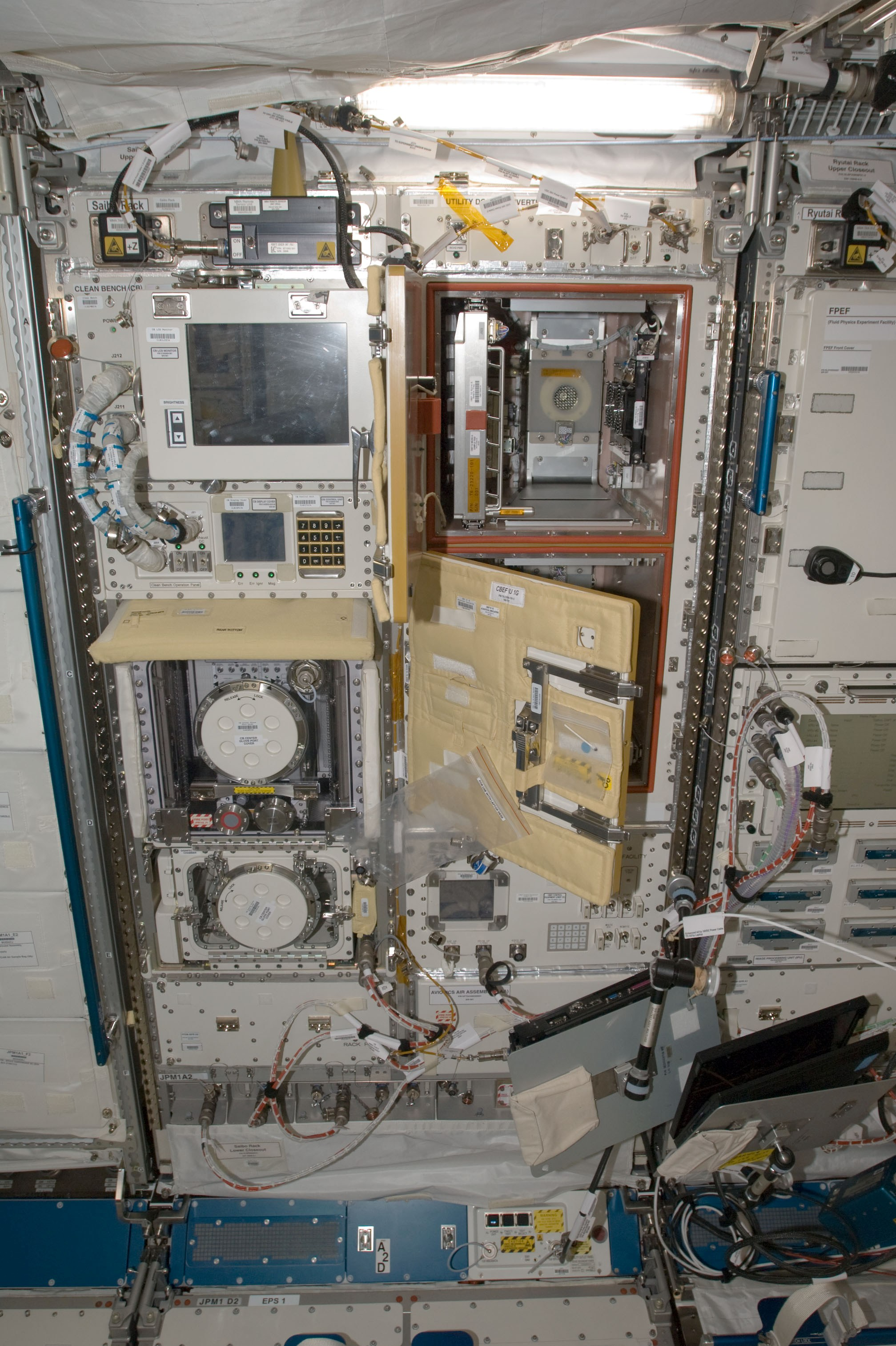
محمل سايبو للتجارب يحتوي على صندوق محكم الغلق مع مجهر يقوم بعزل الكائنات الحية الخاضعة للدراسة ومرفق تجارب بيولوجية يحتوي على حاضنة ووحدات طرد مركزي

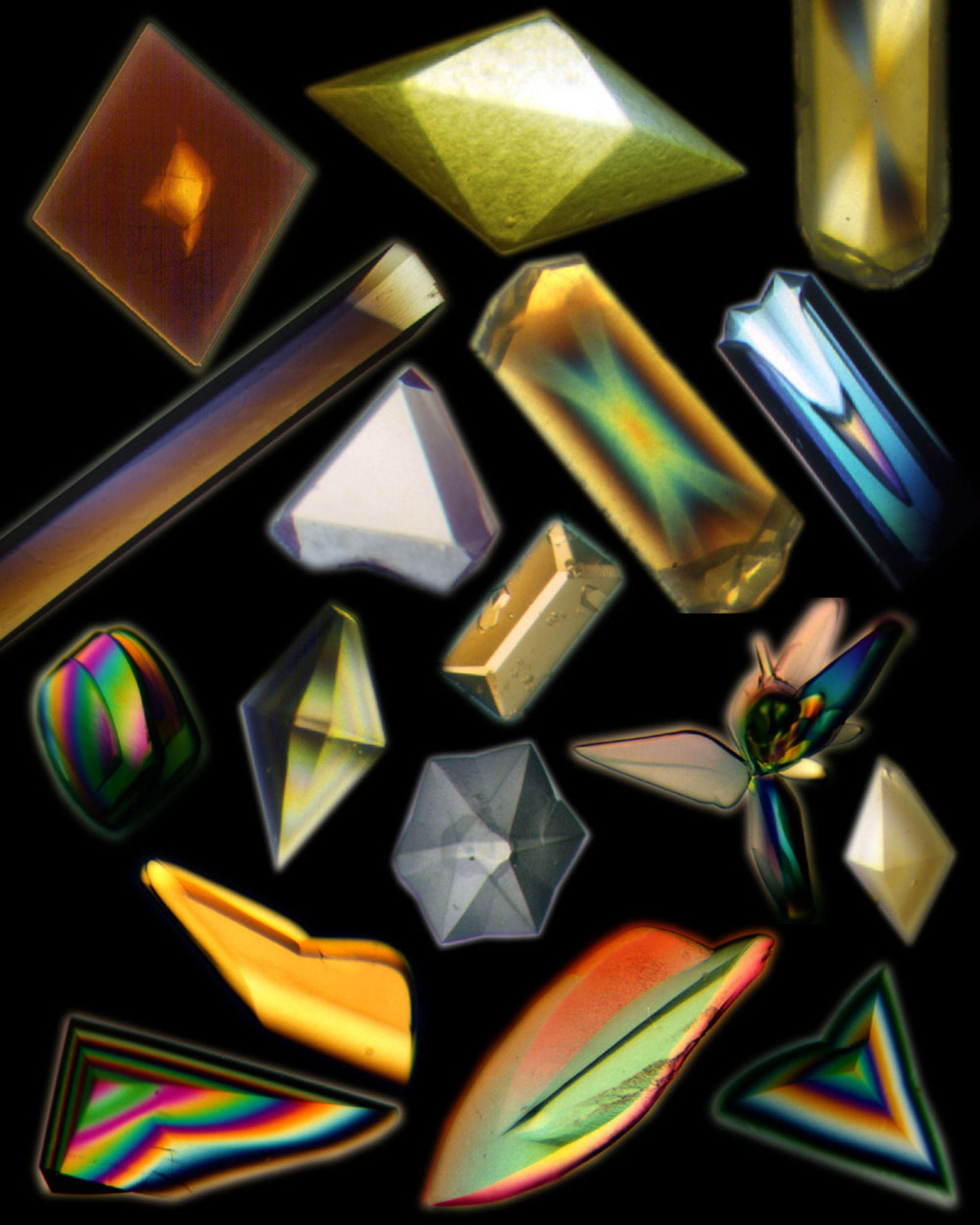
بلورات البروتين التي تم تطويرها على مكوك الفضاء الأمريكي أو محطة الفضاء الروسية، مير.

وفقًا لـ معاهد الصحة الوطنية (NIH)، يتعذر محاكاة شبه انعدام الجاذبية بشكل صحيح على الأرض. وعلى نحو مماثل، يؤكد المعهد الوطني للصحة أن محطة الفضاء الدولية (ISS) تتمتع بقدرات لإجراء مزيد من الدراسة على: الآليات البيولوجية أو السلوكية الأساسية المرتبطة بالحفاظ على الصحة أو الإصابة بأمراض وعلم وظائف الأعضاء الطبيعية أو المرضية والتمثيل الغذائي وعمليات إصلاح الخلايا وتجديد الأنسجة التي تحدث بشكل طبيعي أو التي يتم تعزيزها من خلال التدخلات الطبية بعد الإصابة أو الشيخوخة.
لقد تحققت بالفعل العديد من النجاحات البحثية في المختبر الوطني على محطة الفضاء الدولية. وتشير النتائج والاستنتاجات إلى أن هناك إمكانات كبيرة لاستكشاف رؤى وتطبيقات من المحتمل أن تحدثا نقلة نوعية في مجموعة من المجالات، التي تتضمن على سبيل المثال لا الحصر بلورة البروتين وزراعة الأنسجة ثلاثية الأبعاد وتجدد الأنسجة وتنظيم الدنا (DNA) وتطوير العقاقير واللقاحات والخلايا الجذعية والعلاجات الخاصة بأمراض مثل السرطان وغيره من الحالات المهددة والمنهكة للحياة.
وهناك إحدى التجارب التي تم إجراؤها على نمو البلورات في بيئة شبه منعدمة الجاذبية تظهر القدرة على تحقيق نتائج أفضل بكثير. وفي نحو 40 عملية بحثية في الفضاء، أظهرت ما يقرب من 50% من الحالات بلورات بروتين أفضل من أي بلورات يتم إنتاجها على سطح الأرض. توجد لدى بلورة البروتين ثلاثة تطبيقات رئيسية مدرة للعائدات: البيولوجيا الهيكلية وتصميم الأدوية والفصل البيولوجي وتسليم الأدوية الخاضع للرقابة.
وهناك أيضًا تطبيقات محتملة لتطوير أدوية جديدة. وتبين القصة الحقيقية التالية الإمكانات الكامنة في هذا النوع من الأبحاث:
"رغم كل العقبات، نجت عدة تجارب من انفجار عام 2003 للمكوك الفضائي كولومبيا. وإحدى هذه كانت تجربة بلورة البروتين التي تم إجراؤها برعاية شركة شيرينغ-بلو (Schering-Plough). وعند تحليل النتائج، اكتشف العلماء بلور الإنترفيرون الذي لم يكن معروفًا لهم من قبل. واكتشفوا أن البلور كان منتجًا في بيئة شبه منعدمة الجاذبية وكان يمثل بنية جديدة للإنترفيرون الذي كان فعالاً أكثر من الناحية الطبية في مكافحة التهاب الكبد ج وأنتج آثارًا جانبية أقل. واعتمادًا إلى حد كبير على هذه المعلومات، قامت شركة شيرينغ-بلو بإعادة تركيب أحد العقاقير الأكثر مبيعًا لديها، وحصلت على موافقة إدارة الأغذية والأدوية ويتم بيع هذا العقار الآن.”
وهناك إمكانية هائلة لتحقيق عائد على الاستثمار. وقد تؤدي الاكتشافات إلى تقليل وقت تطوير الملكية الفكرية. ويمكن تقليل الوقت اللازم في تطوير منتجات وعقاقير وعلاجات جديدة واختبارها وتصميمها ويمكن تحقيق الفوائد الصحية عاجلاً.